# Remi de Rouen
Pour les articles homonymes, voir Saint Rémi.
Rémi dit saint Rémi de Rouen, en latin Remigius (vers 727 -† 771) est un archevêque de Rouen de 755 à 771, déclaré saint par l'Église catholique, et fêté le 19 janvier.

## Famille
Il est selon Flodoard un fils naturel de Charles dit Martel († 741), maire du palais des royaumes francs, et d'une concubine inconnue.

## Biographie
Dans sa jeunesse, son demi-frère, le roi Pépin le Bref, lui donne plusieurs biens en Bourgogne. Il reçoit l'usufruit des importantes propriétés de l'évêché de Langres (qui était vacant), dont en particulier celui de l'abbaye de Bèze. Rémi, âgé de 18 ans, dispose de ces revenus pour mener une vie de scandales et débauches, ce qui provoque l'opposition des moines de Bèze et le départ de la plupart d'entre eux pour l'abbaye de Luxeuil. En 752, Rémi donne les bénéfices de cette abbaye à sa maîtresse, Angla, femme mariée, qui partageait sa vie déréglée. Cela se termine par la repentance des deux dépravés qui, après une dizaine d'années de vie de débauche, veulent se racheter par des vies plus conformes aux exigences de la religion.
Son frère Pépin le Bref le charge d'une mission en 750 pour ramener du Mont-Cassin les reliques de saint Benoit. Cette mission aurait été un échec. Grâce à sa haute naissance, Rémi devient archevêque de Rouen vers 755, alors que les autres sièges de la province normande sont à nouveau pourvus. Il succède à Rainfroy, déposé en 755 par Pépin le Bref. Pépin l'envoie ensuite en 760 en mission, accompagné du duc Aucharicus, auprès de Didier, roi des Lombards, négocier la restitution des biens enlevés au pape, et du pape Paul Ier.
Il en revient avec des clercs et des chantres qui introduisent les coutumes romaines dans la liturgie franque, et notamment les chants religieux. Il met en œuvre dans son diocèse la réforme lancée par Chrodegang, évêque de Metz. Il fait venir à Rouen Symeon, un des chefs de l'école de chant de Rome. Rentré prématurément, il envoie à Rome ses propres moines y parfaire leur formation, comme l'atteste une lettre du pape Paul à Pépin. C'est probablement lui qui crée une communauté de chanoines à la cathédrale de Rouen, sur le modèle établi à Metz par Chrodegang, tout comme il pourrait être celui à l'origine de l'installation à Saint-Ouen d'une communauté de moines en la dotant de revenus propres. Les diplômes de confirmation pour la cathédrale et Saint-Ouen prouvent qu'il restaure le patrimoine de l'Église,,.
En 765, il participe au synode d'Attigny,.
Il meurt en 771 ou 772, le 19 janvier et est canonisé. Sa mémoire est célébrée par l’Église catholique le 19 janvier.
À la fin de sa vie, sa compagne Angla restitue à l'évêché de Langres le peu de biens qui lui restaient[réf. nécessaire]. 

## Sépulture
Rémi est enterré dans sa cathédrale de Rouen. Lors des invasions normandes`, sa dépouille est transportée dans l'abbaye Saint-Médard de Soissons. En 1090, ses reliques sont transférées à l'abbaye Saint-Ouen de Rouen. Mais en 1562, elles sont détruites par les protestants durant la guerre de religion,.